# Walk, Don't Run (film)
Walk, Don't Run is een Amerikaanse filmkomedie uit 1966 onder regie van Charles Walters.

## Verhaal
De Britse zakenman William Rutland is in 1964 tijdens de Olympische Spelen in Tokio. Omdat hij geen hotelkamer kan vinden in de stad, besluit hij in te gaan op een advertentie op het prikbord van de ambassade. Hij huurt een kamer bij Christine Easton, die de woonkamer van haar appartement tijdens de Spelen als slaapkamer wil verhuren. Hij kan haar overtuigen, hoewel ze alleen aan vrouwen wil verhuren. Vervolgens wil hij zijn kamer delen met de olympische atleet Steve Davis, die ook geen hotelkamer kan vinden.

## Rolverdeling
| Acteur         | Personage           |
| -------------- | ------------------- |
| Cary Grant     | William Rutland     |
| Samantha Eggar | Christine Easton    |
| Jim Hutton     | Steve Davis         |
| John Standing  | Julius D. Haversack |
| Miiko Taka     | Aiko Kurawa         |
| Ted Hartley    | Yuri Andreyovitch   |
| Ben Astar      | Dimitri             |
| George Takei   | Politiechef         |
| Teru Shimada   | Mijnheer Kurawa     |
| Lois Kiuchi    | Mevrouw Kurawa      |